# Hugues Cuénod
Hugues-Adhémar Cuénod (Corseaux, 26 giugno 1902 – Vevey, 6 dicembre 2010) è stato un tenore svizzero, noto per le sue interpretazioni in opera e operetta, in particolare per la sua notevole espressività e per la romantica interpretazione della "Mélodie" francese.
Il suo repertorio spaziava dalle "chansons" medievali di Guillaume de Machaut alle avanguardistiche opere di Igor Stravinsky. Ha avuto una carriera straordinariamente lunga (oltre 66 anni), esibendosi fino all'età di 92 anni.

## Biografia
Nacque a Corseaux-Sur-Vevey e ricevette la sua formazione musicale presso l'Istituto Ribaupierre a Losanna e i conservatori di Ginevra e Basilea e a Vienna, studiando in primo tempo da baritono. Iniziò la sua carriera dedicandosi in primo tempo alla musica leggera; il 21 giugno 1928 debuttò nel Théâtre des Champs-Élysées di Parigi, come Max nella prima dell'opera Jonny spielt auf di Ernst Křenek, e nel 1929 cantò per la prima volta negli Stati Uniti in Bitter sweet di Noël Coward.
Dal 1930 al 1933 fu attivo a Ginevra, poi a Parigi dal 1934 al 1937; nel 1935 canta nella prima assoluta di Le paradis perdu di Igor Markevich a Londra; nel 1938 a Parigi è diable nella prima assoluta di Le diable boiteux di Jean Françaix nel palazzo della principessa Winnaretta Singer; in seguito fu impegnato in un lungo tour di concerti nel Nord America, fino al 1939. Rientrato in Europa, insegnò al conservatorio di Ginevra, dal 1940 al 1946. Nel contempo riprese la sua carriera di cantante lirico, lavorando a Ginevra nel Die Fledermaus di Johann Strauss.
Nel 1940 canta nella prima assoluta di La danse de morts di Arthur Honegger a Basilea e di Le vin herbé di Frank Martin all'Opernhaus Zürich.
Negli anni precedenti la seconda guerra mondiale strinse amicizia e collaborò con Nadia Boulanger, avvicinandosi al repertorio musicale antico e barocco, da Monteverdi a Bach.
Nel 1949 è diable in Le diable boiteux al Teatro Bellini (Palermo).
Nel 1951 al Teatro la Fenice di Venezia interpretò Sellem nella prima assoluta dell'opera di Stravinskij The Rake's Progress diretta dal compositore, accanto al soprano Elisabeth Schwarzkopf e Raffaele Arié per il Teatro alla Scala di Milano.
In seguito cantò Sellem nella prima di Carriera d'un libertino in italiano alla Scala diretto da Ferdinand Leitner con Giuseppe Modesti, la Schwarzkopf, Mirto Picchi e Cloe Elmo (1951), al Glyndebourne Festival Opera (1954 Sellem in The Rake's Progress con la Royal Philharmonic Orchestra), alla Royal Opera House di Londra (1954 come The Astrologer ne Il gallo d'oro diretto da Markevitch e 1956).
Ancora alla Scala nel 1952 è Il maggiordomo della Marescialla nella prima di Il cavaliere della rosa diretto da Herbert von Karajan con la Schwarzkopf, Lisa Della Casa, Sena Jurinac ed Erich Kunz ed il Capitano nella prima di Wozzeck diretto da Dimitri Mitropoulos con Tito Gobbi, Picchi, Petre Munteanu ed Italo Tajo.
Nel 1955 a Glyndebourne è Don Basilio in Le nozze di Figaro diretto da Vittorio Gui con Sesto Bruscantini, Elena Rizzieri, Franco Calabrese e la Jurinac.
Nel 1957 a Glyndebourne è Dancing Master in Ariadne auf Naxos con John Pritchard (direttore d'orchestra), Elisabeth Söderström, Lucine Amara e Pilar Lorengar e Dr Caius in Falstaff (Verdi) diretto da Gui con Oralia Domínguez. 
Nel 1958 al Théâtre de la Ville è Caius in Falstaff diretto da Gui con Graziella Sciutti, Ilva Ligabue, la Domínguez e Mario Carlin nella trasferta di Glyndebourne, per La Fenice il pastore in Oedipus Rex (Stravinskij) diretto da Stravinsky con Magda László e nella prima assoluta di Threni, id est Lamentationes Jeremiae prophetae di Stravinsky nella Scuola Grande di San Rocco ed a Londra Vašek ne La sposa venduta diretto da Rafael Kubelík.
A Glyndebourne nel 1962 è Lucano ne L'incoronazione di Poppea diretto da Pritchard con la Lazlo, la Domínguez e Carlo Cava, nel 1963 Monsieur Taupe in Capriccio (Strauss) diretto da Pritchard con la Sodestrom e Tom Krause e nel 1965 Torquemada in L'Heure espagnole diretto da Pritchard con la London Philharmonic Orchestra e Michel Sénéchal.
Nel 1966 è Don Basilio ne Le nozze di Figaro al Teatro Regio di Parma diretto da Peter Maag con Giorgio Tadeo e Monostatos in Die Zauberflöte con George Shirley a Glyndebourne.
Ancora a Glyndebourne nel 1967 è Erice ne L'Ormindo di Francesco Cavalli diretto da Raymond Leppard con Jane Berbié e Richard Van Allan, nel 1968 Monsieur Triquet in Eugenio Onegin (opera) diretto da Pritchard con la Sodestrom e Van Allan, nel 1969 Schmidt in Werther (opera) con Van Allan, nel 1970 Linfea ne La Calisto diretto da Leppard con Ileana Cotrubaș, James Bowman (controtenore) e Janet Baker e nel 1975 Cock in The Cunning Little Vixen di Leoš Janáček diretto da Leppard.
Numerose anche le registrazioni realizzate nel corso degli anni. Le prime furono dedicate ai madrigali di Monteverdi, e alla musica vocale pre-barocca. Seguirono registrazioni di brani di Couperin, Brahms, Schubert, Fauré, Debussy, e di opere di Cavalli, Mozart, Bach, Berlioz, Ravel, Stravinskij.
Hugues Cuénod detiene il record di più anziano debuttante al Metropolitan Opera (debuttò infatti il 12 marzo 1987 come imperatore Altoum nella Turandot di Giacomo Puccini diretto da James Levine con Éva Marton, Plácido Domingo, Leona Mitchell e Paul Plishka).
La sua ultima apparizione avvenne nel 1994, all'età di 92 anni come Triquet in Evgenij Onegin di Čajkovskij a Mézières (Jorat-Mézières).
Morì a Vevey, a 108 anni.